# مونتي ويليام (معلق رياضي)
مونتي ويليام (بالإنجليزية: Monte Hale)‏ هو معلق رياضي أمريكي، ولد في 17 نوفمبر 1939، وتوفي في 2 يناير 1982.